# Томас-Морс MB-3
Томас-Морс MB-3 (енгл. Thomas-Morse MB-3) је ловачки авион направљен у САД. Авион је први пут полетео 1919. године. 

Највећа брзина у хоризонталном лету је износила 225 km/h. Размах крила је био 7,92 метара а дужина 6,10 метара. Маса празног авиона је износила 778 килограма а нормална полетна маса 1152 килограма. Био је наоружан једним митраљезом калибра 7,62 mm и једним калибра 12,7 mm.

## Наоружање
| Наоружање авиона: Томас-Морс   |            |
| Ватрено (стрељачко) наоружање  |            |
| Топ                            |            |
| Митраљез                       |            |
| Број и ознака митраљеза        | 1 + 1      |
| Калибар                        | 7,62, 12,7 |
| Бомбардерско наоружање (бомбе) |            |
| Ракетно наоружање (ракете)     |            |